# أندرو ديفيز (فلاح)
أندرو ديفيز (بالإنجليزية: Andrew R. T. Davies) (و. 1968  م) هو فلاح، وسياسي من المملكة المتحدة، وويلز، هو عضوٌ الحزب الويلزي المحافظ.

## مناصب
تولى منصب عضو الجمعية الوطنية الويلزية الخامسة ‏ (منذ 5 مايو 2016)
- عضو الجمعية الوطنية الويلزية الرابعة ‏ (5 مايو 2011–6 أبريل 2016)
- عضو الجمعية الوطنية الويلزية الثالثة ‏ (3 مايو 2007–30 مارس 2011)

.